# Стара Сербія

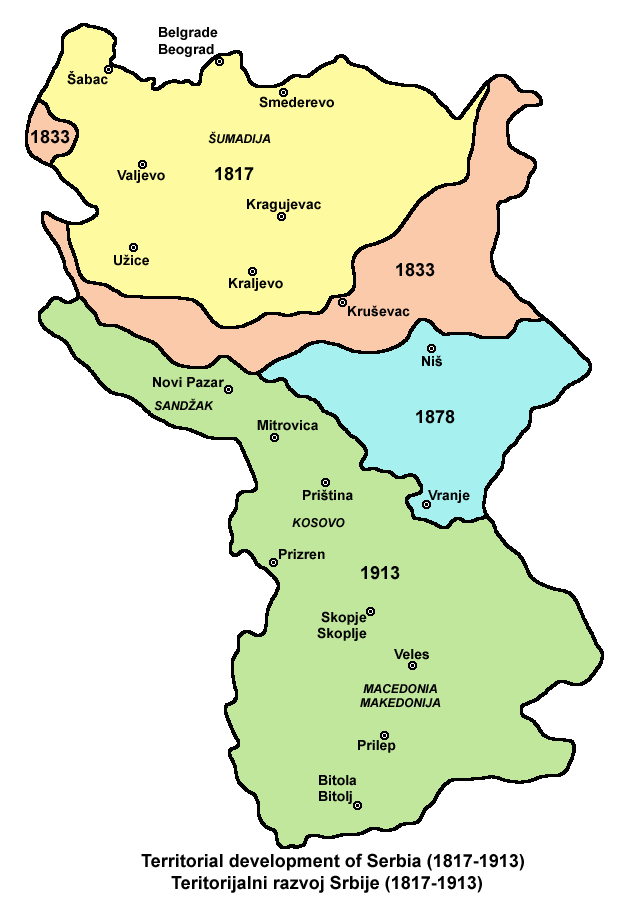
Стара Сербія (1913)

Стара Сербія (серб. Стара Србија) — історичний термін, широко поширений в сербській, дореволюційній російській та європейській історіографії. Вперше був, найімовірніше, сформульований Вуком Караджичем в 1810-1820-их роках.
Цим терміном прийнято позначати територію середньовічної сербської держави періоду династії Неманичів (кінець XII-XIV ст.), яка не увійшла до складу автономного Сербського князівства при його створенні в 1812-1833 роках.
У сербській культурній традиції термін «Стара Сербія» має яскраве політичне забарвлення, оскільки впродовж всього XIX століття за допомогою нього окреслювали ту територію, яку Сербія повинна рано чи пізно звільнити від влади Османської імперії.
За підсумками Берлінського конгресу 1878 року Сербське князівство отримало північні райони Старої Сербії, однак більша частина її території, включаючи Косово, Метохію, Санджак і Вардарську Македонію, залишалася під владою Османської імперії аж до Першої балканської війни 1912 р. при цьому південно-західні та частково навіть центральні райони Старої Сербії (наприклад, Печ і Дечані) відійшли в 1912 р. до союзного Королівства Чорногорія.
Згодом в рамках Королівства СХС (Югославії) та СФР Югославії внутрішні кордони регіону неодноразово змінювалися, і в підсумку територія Старої Сербії була поділена між республіками Сербія і Македонія. При цьому, одні з ключових з точки зору історико-культурного значення районів Старої Сербії були об'єднані в автономний край Косово і Метохія у складі Республіки Сербії.
Після розпаду СФРЮ, що спричинило у 1992 р. створення незалежної Македонської держави, а також після фактичного відділення у червні 1999 року Косова і Метохії, 2/3 території Старої Сербії знову опинилися за кордонами сучасної сербської держави.
Слід також зазначити, що деякі райони Старої Сербії, не вдалося приєднати до Сербії і в період її найбільшого територіального розширення в 1918-1991 роках. Це відноситься, зокрема, до Шкодера, який, за рішенням Лондонської конференції великих держав, у 1913 р. був переданий Албанії, а також до тієї частини історичної області Македонія, яка в 1913 р. відійшла до Греції.